# Sticky Fingers
Sticky Fingers är ett musikalbum av The Rolling Stones utgivet den 23 april 1971. Det här var det första albumet som släpptes på gruppens eget skivbolag Rolling Stones Records. Det var också det första där man kunde hitta Rolling Stones nu välkända logga "tongue and lip" ("The lapping tongue" - Den utsträckta tungan) av John Pasche. Albumet klassas som ett av de absolut bästa album gruppen gjort. Det är också ett av deras mest framgångsrika album. Här börjar närvaron av gruppens nye gitarrist Mick Taylor också märkas mer markant.
Förutom de fem Stones-medlemmarna finns en hel del andra musiker med på albumet. Ian Stewart spelar piano i "Brown Sugar" och country-inspirerade "Dead Flowers". Även Nicky Hopkins, Billy Preston (båda klaviatur), Bobby Keys på saxofon, och gitarristen Ry Cooder (som spelar slide-gitarr på "Sister Morphine") medverkar.
Sticky Fingers är ett av de mörkare albumen i Stones katalog, och mer än hälften av sångerna på skivan är relaterade till droger. Albumet präglas av själsligt mörker efter bandmedlemmen Brian Jones död och dödsfallet vid Rolling Stones livekonsert i Altamont Raceway Park. Särskilt Keith Richards lär ha tagit illa vid sig av detta och det färgade av sig på hans texter. "Brown Sugar" är antagligen den mest kända låten från skivan tillsammans med "Wild Horses". "Brown Sugar" är även en av de få låtar på albumet som har ett högre tempo. De andra låtarna är blues- och country-inspirerade, lugnare låtar. "Can't You Hear Me Knocking" börjar som hårdrock, men går sedan in i ett långt latin-inspirerat jam. Den avslutande låten "Moonlight Mile" innehåller stråkar, något man kanske inte väntar sig av en Rolling Stones-låt.
Omslaget, med ett par jeans på, gjordes av konstnären Andy Warhol. Personen som bär byxorna är Joe D'Allesandro, en av hans manliga modeller. Jeansens gylf var på originaltryckningarna av albumet ett riktigt blixtlås som gick att dra upp och ner.
Bill Wyman äger flera restauranger som heter Sticky Fingers. Albumet har även gett namn till rockklubben Sticky Fingers i Göteborg.

## Låtlista
Alla låtar är skrivna av Mick Jagger och Keith Richards om inget annat namn anges.

### Sida 1
1. "Brown Sugar" - 3:49
2. "Sway" - 3:52
3. "Wild Horses" - 5:44
4. "Can't You Hear Me Knocking" - 7:15
5. "You Gotta Move" (Gary Davis, Fred McDowell) - 2:34

### Sida 2
1. "Bitch" - 3:37
2. "I Got the Blues" - 3:54
3. "Sister Morphine" (Marianne Faithfull, Jagger, Richards) - 5:34
4. "Dead Flowers" - 4:05
5. "Moonlight Mile" - 5:56

## Listplaceringar
| Lista (1971)   | Position            |
| -------------- | ------------------- |
| Australien     | 1 (Go Set)          |
| Finland        | 1                   |
| Frankrike      | 3                   |
| Japan          | 9 (Oricon)          |
| Kanada         | 1 (RPM)             |
| Nederländerna  | 1                   |
| Norge          | 1 (VG-lista)        |
| Storbritannien | 1 (UK Albums Chart) |
| Sverige        | 2* (Kvällstoppen)   |
| USA            | 1 (Billboard 200)   |
| Västtyskland   | 1                   |